# Praedicate evangelium

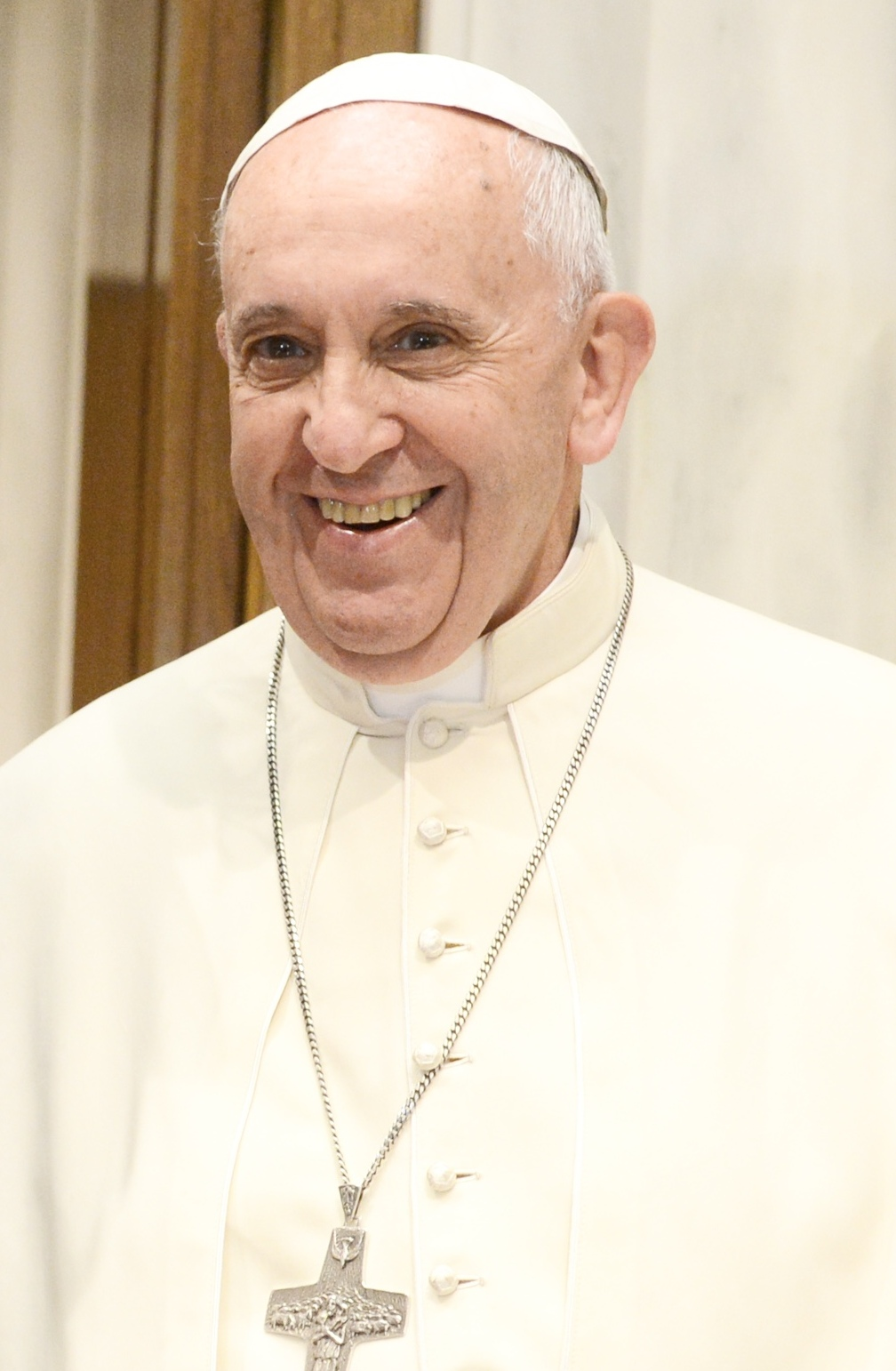
Retrat del Papa Francesc.

Praedicate evangelium (Predicar l'Evangeli) és una Constitució apostòlica del papa Francesc que reforma la cúria romana. El document es va publicar i promulgar 19 de març de 2022 i entrarà en vigor el 5 de juny de 2022. Un cop en vigor, el Praedicate evangelium abrogarà totalment i substituirà la Pastor Bonus del Papa Joan Pau II de 1988.
El document, que es va treballar durant nou anys abans de la seva publicació, incorpora diversos canvis que progressivament ja s'havien posat en marxa durant el pontificat del papa Francesc. Estableix que els laics, tant homes com dones, també poden ser nomenats per a càrrecs governamentals a la cúria romana, a banda dels sacerdots i els religiosos. El text també suposa la creació del Dicasteri de la Caritat i la reorganització de diversos dicasteris i canvis de nomenclatura.

## Història
La reforma de la cúria romana havia estat demanada pels cardenals en les reunions celebrades abans del conclave del 2013. Immediatament després de la seva elecció com a papa, Francesc va començar a treballar en la reforma. El Consell de Cardenals va ser creat l'any 2013 pel papa Francesc per revisar la Bonus Pastor. Tanmateix, en la seva primera reunió, el consell va decidir que els canvis previstos eren prou importants per merèixer una constitució completament nova. El consistori va treballar en la nova constitució des del 2014.
El primer esborrany de la constitució va ser aprovat pel Consell de Cardenals el 2018, enviat a les oficines del Vaticà el 2019", i rellegit el 2020 amb les esmenes incorporades. L'octubre de 2020, després que el papa Francesc es reunís en línia amb el Consell de Cardenals, el papa Francesc va dir que la reforma "ja està en marxa, també en alguns aspectes administratius i econòmics". El desembre de 2020 es van estudiar les propostes de modificació fetes pels dicasteris consultats.
El cardenal Parolin, secretari d'Estat, va apuntar el 29 de gener de 2021 la creació de la Secretaria per a l'Economia de la Santa Seu, la Secretaria d'Economia i l'Oficina de l'Auditor General. Va afirmar que la nova constitució apostòlica estava pràcticament enllestida i es publicaria abans d'acabar l'any. El cardenal Parolin va afirmar el juliol de 2021 que el text s'estava treballant per canonistes per adaptar la terminologia al caràcter jurídic del document".
La constitució apostòlica va ser promulgada i publicada en italià el 19 de març de 2022, el dia de Sant Josep i el novè aniversari de la inauguració papal del papa Francesc. Preveia que entraria en vigor el 5 de juny de 2022. El document va estar nou anys en desenvolupament. Experts van assegurar que era la sisena vegada a la història que s'havia fet una reforma d'aquest tipus de la cúria romana.

## Canvis introduïts
La constitució apostòlica estableix una substitució total de l'antiga Pastor bonus. El Praedicate evangelium també confirma els canvis fets anteriorment per Francesc a l'estructura de la Congregació per a la Doctrina de la Fe el febrer de 2022.

### Filosofia
La constitució apostòlica "consagra gran part de la visió més àmplia del papa Francesc sobre l'església als estatuts del seu òrgan de govern". El document diu: "Aquesta nova constitució apostòlica proposa harmonitzar millor l'exercici actual del servei de la Cúria amb el camí d'evangelització que està vivint l'església". La constitució posa èmfasi en la sinodalitat així com en "la conversió missionera" de l'Església catòlica i la cúria romana.
La Constitució defineix la Cúria Romana com "la institució de la qual el Roman Pontífex fa ús habitualment en l'exercici del seu suprem ofici pastoral i de la seva missió universal en el món". Abans de la reforma, el departament més important del Vaticà era la Congregació per a la Doctrina de la Fe i els seus predecessors. Amb el Praedicate evangelium, el departament més important és el Dicasteri per a l'Evangelització, amb el Dicasteri per a la Doctrina de la Fe en segon lloc.

### Lideratge
Els laïcs batejats catòlics, homes i dones, poden ser nomenats al capdavant de dicasteris o d'altres cossos de la Cúria romana; tanmateix, els estatuts específics d'aquests departaments poden fer és que només puguin estar dirigits per bisbes o cardenals. Pastor bonus reservava la majoria dels càrrecs de lideratge als bisbes i cardenals.
La constitució diu que el paper dels laics catòlics en la participació en el govern de la cúria romana és "essencial" a causa de la seva familiaritat amb la vida familiar i la "realitat social". Predicate evangelium afirma que els funcionaris de la Curial Romana han de ser seleccionats "segons criteris objectius i de transparència". La constitució apostòlica estableix sense donar més precisió que els funcionaris han de tenir "un nombre adequat d'anys d'experiència en activitats pastorals" abans de ser nomenats. La constitució estableix que els funcionaris del departament haurien de "reflectir en la mesura del possible la universalitat de l'Església" en ser de diferents països d'arreu del món.
Els nomenats com a prefectes de departament, secretaris, subsecretaris i altres grans funcionaris només poden exercir la seva funció per un període de cinc anys. Els funcionaris de nivell inferior tenen un mandat de cinc anys després dels quals hauran de tornar a la seva diòcesi o institut religiós. El Papa pot ampliar qualsevol d'aquests termes si així ho decideix.

### Nomenclatura

#### Noms
Tots aquells departaments curials que abans s'anomenaven congregacions o consells pontificals ara s'anomenen "dicasteris", per exemple, la Congregació per a la Doctrina de la Fe serà coneguda com "Dicasteri per a la Doctrina de la Fe".
Els 16 dicasteris de la cúria romana tal com s'estableixen a la constitució apostòlica són:
- Dicasteri per a l'Evangelització
- Dicasteri per a la Doctrina de la Fe
- Dicasteri per al Servei de la Caritat (abans Oficina de Caritats Papals)
- Dicasteri de les Esglésies Orientals
- Dicasteri per al Culte Diví i la Disciplina dels Sagraments
- Dicasteri de les Causes dels Sants
- Dicasteri dels Bisbes
- Dicasteri per al Clergat
- Dicasteri d'Instituts de Vida Consagrada i Societats de Vida Apostòlica
- Dicasteri dels Laics, Família i Vida
- Dicasteri per a la Unitat dels Cristians
- Dicasteri per al Diàleg Interreligiós
- Dicasteri de Cultura i Educació
- Dicasteri per al Foment del Desenvolupament Humà Integral
- Dicasteri de Textos Legislatius
- Dicasteri per a la Comunicació

El Consell Pontifici per a la Promoció de la Nova Evangelització es va fusionar amb la Congregació per a l'Evangelització dels Pobles per formar el nou Dicasteri per a l'Evangelització. Aquest Dicasteri per a l'evangelització està presidit pel papa que n'és el prefecte. El Consell Pontifici per a la Cultura es va fusionar amb la Congregació per a l'Educació Catòlica per formar el Dicasteri per a la Cultura i l'Educació. El Dicasteri de Cultura i Educació està dividit en dues seccions.

#### Àmbits
El Dicasteri per a la Doctrina de la Fe està dividit en dues seccions: una secció doctrinal i una secció disciplinària. La secció doctrinal està destinada a treballar en estret contacte amb els líders de l'Església d'arreu del món "en l'exercici de la seva missió d'autèntics mestres i mestres de la fe, per la qual cosa estan obligats a salvaguardar i promoure la integritat d'aquesta fe". La secció doctrinal també ha d'examinar els escrits i les opinions que semblin contraris o lesius a la fe i la moral correctes, buscar el diàleg amb els seus autors i presentar els remeis adequats, d'acord amb les seves pròpies normes i esforçar-se per garantir que hi hagi una refutació adequada dels perillosos errors i doctrines que es difonen entre el poble cristià. La Pontifícia Comissió per a la Protecció dels Menors està "constituïda dins el Dicasteri" per a la Doctrina de la Fe; la tasca d'aquesta comissió és assessorar al Papa i proposar les iniciatives més adequades per a la protecció dels menors i les persones vulnerables.
El Dicasteri per a les Causes dels Sants té la tasca "de jutjar l'atorgament del títol de Doctor de l'Església a un Sant, després d'haver obtingut el vot del Dicasteri per a la Doctrina de la Fe sobre la seva eminent doctrina".
La constitució apostòlica estableix que el Dicasteri per al Culte Diví i la Disciplina dels Sagraments s'encarrega de tenir cura de "la redacció o revisió i actualització de les edicions típiques dels llibres litúrgics ". A més, el dicasteri confirma les traduccions dels llibres litúrgics a les llengües actuals i dona reconeixement formal a les seves adequades adaptacions a les cultures locals, legítimament aprovades per les conferències episcopals. Predicate evangelium afegeix que "el dicasteri s'ocupa de la regulació i la disciplina de la sagrada litúrgia pel que fa a la forma extraordinària del ritu romà".

#### Reunions
Tots els caps de cada departament del Vaticà s'han de reunir regularment amb el Papa. Abans, el costum era que només els responsables de la Congregació per a la Doctrina de la Fe i de la Congregació per als Bisbes es reunissin regularment amb el Papa.
S'han de fer reunions periòdiques entre caps de diferents departaments; aquestes reunions interdepartamentals han de ser organitzades pel Secretari d'Estat amb l'aprovació del Papa.
Tots els departaments han de celebrar reunions internes periòdicament.

### Institucions vaticanes i altres
La constitució apostòlica també estableix "el paper d'altres institucions vaticanes, inclosos els òrgans judicials com la Penitenciaria Apostòlica, les organitzacions econòmiques com la Secretaria d'Economia i altres oficines com la Prefectura de la Casa Papal. Enumera els deures del Camerlenc de la Santa Església Romana, que supervisa el funcionament del Vaticà durant un interregne papal. També defineix les qualitats que s'esperen dels advocats que treballen per a la Santa Seu, dels quals s'espera "que portin una vida cristiana integral i exemplar i que compleixin amb la màxima consciència i per al bé de l'Església els deures que se'ls confien".
La Secretaria d'Estat ha d'"ajudar de prop el romà pontífex en l'exercici de la seva missió suprema". Aquest secretariat està dividit per la constitució apostòlica en tres seccions: la Secció d'Afers Generals, la Secció de Relacions amb els Estats i Organitzacions Internacionals i la Secció de Personal Diplomàtic de la Santa Seu. La primera secció té àmplies responsabilitats; aquestes inclouen "atendre a la gestió dels assumptes relatius al servei diari del romà pontífex", coordinar el treball dels dicasteris "sense perjudici de la seva autonomia", redactar documents papals com les cartes apostòliques i donar "indicacions al Dicasteri per a la Comunicació sobre comunicacions oficials tant sobre e:3ls actes del romà pontífex com sobre l'activitat de la Santa Seu". En l'organització anterior al Praedicate evangelium, la Secretaria d'Estat només tenia dues seccions: una per als Afers Generals de l'Església, l'altra per a les Relacions amb els Estats.